# HD 142919
HD 142919，又名CP-53 6911，SAO 243219、HR 5937，是一颗恒星，视星等为6.1，位于銀經328.43，銀緯-0.76，其B1900.0坐标为赤經15h 52m 9.8s，赤緯-53° -0.76′ 2″。